# 长果猪屎豆
长果猪屎豆（学名：Crotalaria lanceolata）为豆科猪屎豆属下的一个种。

## 扩展阅读
- 維基物種上的相關：长果猪屎豆